# Sabine Peters (Schriftstellerin)

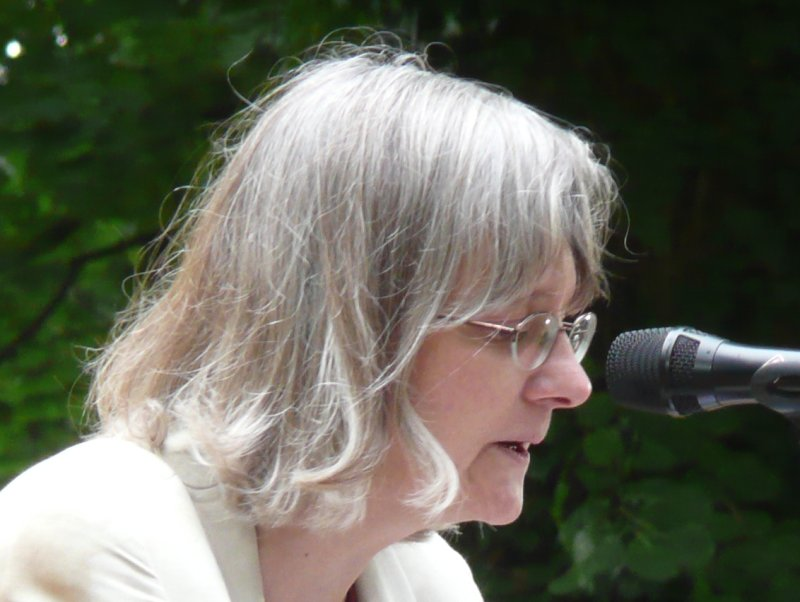
Sabine Peters 2010

Sabine Peters (amtlicher Name seit Eheschließung: Sabine Geissler, * 17. Januar 1961 in Neuwied) ist eine deutsche Schriftstellerin.

## Leben
Sabine Peters absolvierte ein Soziales Jahr in Tübingen. Danach studierte sie Literaturwissenschaft, Politikwissenschaft und Philosophie an der Universität Hamburg; dieses Studium schloss sie mit dem Magistergrad ab. Seit 1989 war sie mit dem Schriftsteller Christian Geissler (1928–2008) verheiratet. Nach einigen Jahren im Rheiderland lebt sie heute als freie Schriftstellerin wieder in Hamburg.
Sabine Peters ist Verfasserin von erzählender Prosa und Hörspielen. Seit 1995 rezensiert sie für diverse Sender und Zeitungen. Sie ist Mitglied des PEN-Zentrums Deutschland und der Freien Akademie der Künste in Hamburg. Derzeit arbeitet sie auch als Lehrbeauftragte der Fakultät Design, Medien und Information an der Hochschule für Angewandte Wissenschaften Hamburg (HAW).

## Auszeichnungen
- 1987 Literaturförderpreis der Freien und Hansestadt Hamburg
- 1989 Ernst-Willner-Preis beim Ingeborg-Bachmann-Wettbewerb
- 1989 Stipendium des Deutschen Literaturfonds
- 1991 Weissenstein-Preis der Stadt Solothurn
- 1995 Stipendium der Akademie Schloss Solitude in Stuttgart
- 1999 Stipendium des Ledig House in Omi bei Ghent, (New York)
- 2001 Clemens-Brentano-Preis der Stadt Heidelberg
- 2005 Evangelischer Buchpreis
- 2006 Sonderpreis der Jury Buch des Jahres Rheinland-Pfalz
- 2012 Georg-K.-Glaser-Preis
- 2016 Italo-Svevo-Preis

## Werke
- Der Stachel am Kopf. Rowohlt Verlag, Reinbek bei Hamburg 1990, ISBN 3-498-05275-6.
- Schreien, sprechen. Edition Solitude, Stuttgart 1996.
- Nimmersatt. Wallstein Verlag, Göttingen 2000, ISBN 978-3-89244-406-0.
- Abschied. Wallstein Verlag, Göttingen 2003, ISBN 978-3-89244-705-4.
- Singsand. Wallstein Verlag, Göttingen 2006, ISBN 978-3-89244-996-6.
- Feuerfreund. Wallstein Verlag, Göttingen 2010, ISBN 978-3-8353-0788-9.
- Narrengarten.[1] Wallstein Verlag, Göttingen 2013, ISBN 978-3-8353-1345-3.
- Alles Verwandte. Wallstein Verlag, Göttingen 2017, ISBN 978-3-8353-3130-3.
- Ein wahrer Apfel leuchtete am Himmelszelt, Wallstein Verlag, Göttingen 2020, ISBN 978-3-8353-3848-7.
- Die dritte Hälfte. Wallstein Verlag, Göttingen 2024, ISBN 978-3-8353-5760-0.

## Belege
1. ↑  Sabine Peters "Narrengarten" Chronik der Abgehängten, Rezension von Michael Braun in Der Tagesspiegel vom 19. Februar 2014, abgerufen am 8. März 2014.

| Personendaten    | Personendaten             |
| ---------------- | ------------------------- |
| NAME             | Peters, Sabine            |
| ALTERNATIVNAMEN  | Geissler, Sabine          |
| KURZBESCHREIBUNG | deutsche Schriftstellerin |
| GEBURTSDATUM     | 17. Januar 1961           |
| GEBURTSORT       | Neuwied                   |